# Єнбекшинський сільський округ (Курмангазинський район)
Єнбекши́нський сільський округ (каз. Еңбекші ауылдық округі, рос. Енбекшинский сельский округ) — адміністративна одиниця у складі Курмангазинського району Атирауської області Казахстану. Адміністративний центр — село Жумекен.
Населення — 3765 осіб (2021; 2829 у 2009, 2657 у 1999, 2745 у 1989).
Станом на 1989 рік існувала Єнбекшинська сільська рада (села Єнбекші, Кадирка, Кобяково, Кошалак, Мальцево, Сухий).

## Склад
До складу округу входять такі населені пункти:
| Населений пункт   | Колишні назви | Населення, осіб (1989) | Населення, осіб (1999) | Населення, осіб (2009) | Населення, осіб (2021) |
| ----------------- | ------------- | ---------------------- | ---------------------- | ---------------------- | ---------------------- |
| Даулеткерей, село | Кобяково      | 400                    | 500                    | 634                    | 811                    |
| Жумекен, село     | Єнбекші       | 859                    | 1292                   | 1414                   | 1930                   |
| Кадирка, село     | -             | 634                    | 526                    | 452                    | 872                    |
| Кошалак, село     | -             | 199                    | 339                    | 329                    | 152                    |
| Мальцево, село    | -             | 357                    | -                      | -                      | -                      |
| Сухий, село       | -             | 296                    | -                      | -                      | -                      |